# Matty Jones
Mathew Ryan Jones (sinh ngày 30 tháng 11 năm 1995) là một cầu thủ bóng đá người Anh.

## Sự nghiệp thi đấu
Jones vượt qua hệ thống trẻ của đội bóng quê nhà, Swindon Town, nơi anh kí hợp đồng lúc 11 tuổi. Vào tháng 3 năm 2014, Jones được gửi theo dạng cho mượn đến Swindon Supermarine nhưng anh trở lại câu lạc bộ chủ quản và có màn ra mắt chuyên nghiệp trong vòng cuối cùng của mùa giải 2013-14 khi vào sân từ ghế dự bị trước Rotherham United.

## Thống kê sự nghiệp

### Câu lạc bộ
Tính đến 6 tháng 8 năm 2014
| Câu lạc bộ                 | Mùa giải            | Giải quốc nội             | Giải quốc nội | Giải quốc nội | Cúp quốc gia | Cúp quốc gia | League Cup | League Cup | Khác    | Khác      | Tổng    | Tổng      |
| Câu lạc bộ                 | Mùa giải            | Hạng đấu                  | Số trận       | Bàn thắng     | Số trận      | Bàn thắng    | Số trận    | Bàn thắng  | Số trận | Bàn thắng | Số trận | Bàn thắng |
| -------------------------- | ------------------- | ------------------------- | ------------- | ------------- | ------------ | ------------ | ---------- | ---------- | ------- | --------- | ------- | --------- |
| Swindon Town               | 2012-13             | League One                | 0             | 0             | 0            | 0            | 0          | 0          | 0       | 0         | 0       | 0         |
| Swindon Town               | 2013-14             | League One                | 1             | 0             | 0            | 0            | 0          | 0          | 0       | 0         | 1       | 0         |
| Swindon Town               | 2014-15             | League One                | 0             | 0             | 0            | 0            | 0          | 0          | 0       | 0         | 0       | 0         |
| Swindon Town               | Tổng                | Tổng                      | 1             | 0             | 0            | 0            | 0          | 0          | 0       | 0         | 1       | 0         |
| Swindon Supermarine (mượn) | 2014                | Division One South & West | 8             | 0             | 0            | 0            | 0          | 0          | 0       | 0         | 8       | 0         |
| Wantage Town (mượn)        | 2014                | Division One South & West | 1             | 0             | 0            | 0            | 0          | 0          | 0       | 0         | 1       | 0         |
| Tổng cộng sự nghiệp        | Tổng cộng sự nghiệp | Tổng cộng sự nghiệp       | 10            | 0             | 0            | 0            | 0          | 0          | 0       | 0         | 10      | 0         |

## Cuộc sống cá nhân
Anh là con trai của cựu tiền vệ Aberdeen, Swindon Town và Reading Tom Jones.